# بوبي كيف
بوبي كيف (بالإنجليزية: Bobby Keefe)‏ هو لاعب كرة قاعدة أمريكي، ولد في 1 يونيو 1882 في فولسوم في الولايات المتحدة، وتوفي في 6 ديسمبر 1964 في ساكرامنتو في الولايات المتحدة.

## وصلات خارجية
- بوبي كيف على موقعبيزبول رفرنس.كوم (الدوري الرئيسي) (الإنجليزية)
- بوبي كيف على موقعبيزبول رفرنس.كوم (الدوري الثانوي) (الإنجليزية)